# Andreas Klingenberg
Andreas Klingenberg (* 1978 in Lörrach) ist ein deutscher Althistoriker.

## Leben
Nach dem Besuch des humanistischen Hebel-Gymnasiums in Lörrach bis 1998 absolvierte Andreas Klingenberg den Wehrdienst bei der Deutsch-Französischen Brigade. Es folgte das Studium der Fächer Alte Geschichte, Mittelalterliche Geschichte an der TU Berlin von 1999 bis 2006 und Klassische Archäologie an der Freien Universität Berlin von 2002 bis 2006. Gefördert durch ein Promotionsstipendium des Landes Berlin schloss Klingenberg 2009 seine Dissertation zum Thema Sozialer Abstieg in der römischen Kaiserzeit bei Werner Dahlheim ab und veröffentlichte die Arbeit 2011 unter dem Titel Sozialer Abstieg in der römischen Kaiserzeit. Risiken der Oberschicht in der Zeit von Augustus bis zum Ende der Severer. Es folgte im selben Jahr eine Stelle als wissenschaftlicher Mitarbeiter am Lehrstuhl von Walter Ameling am Historischen Institut in der Abteilung Alte Geschichte an der Universität zu Köln.
2019 habilitierte er sich zum Thema Die ›Iranische Diaspora‹. Studien zum persischen Erbe im nachachaimenidischen Kleinasien an der Universität Köln. In der Folge wurde ihm die Venia legendi im Fach Alte Geschichte verliehen. Die 2020 publizierte Habilitationsschrift behandelt den achaimenidischen Impact, besonders die Nachwirkung der persischen Herrschaft in den Jahrhunderten nach Alexander anhand des Versuchs, in Kleinasien verbliebene iranisierte und iranische Bevölkerungselemente und ihren langfristigen kulturellen Einfluss zu identifizieren. Im Sommersemester 2022 vertrat Klingenberg eine Stelle an der Universität Mainz.
Zu den Schwerpunkten seiner Forschung gehören die römische Sozialgeschichte der Kaiserzeit sowie insbesondere die Prosopographie, Verwaltungsgeschichte und Epigraphik dieser Epoche. Ferner liegt ein Fokus auf der Spätantike, insbesondere der Entwicklung und Ausbreitung des Christentums in Kleinasien und in den angrenzenden Gebieten sowie in ländlichen Räumen.

## Veröffentlichungen (Monographien)
- Sozialer Abstieg in der römischen Kaiserzeit. Risiken der Oberschicht in der Zeit von Augustus bis zum Ende der Severer. Ferdinand Schöningh Verlag, Paderborn 2011, ISBN 978-3-506-77096-7.
- Die ›Iranische Diaspora‹ in Kleinasien. Kontinuität und Wandel des persischen Erbes nach dem Ende der achaimenidischen Herrschaft (= Asia Minor Studien 97). Habelt Verlag, Bonn 2020, ISBN 978-3-7749-4261-5.